# Tratado de Akkerman
El Tratado de Akkerman fue un acuerdo firmado el 7 de octubre de 1826 entre los imperios ruso y otomano en la ciudad rusa de Akkerman (conocida hoy como Bélgorod del Dniéster, en la presente Ucrania).  Es un tratado complementario al Tratado de Bucarest de 1812.  Garantizó la libre navegación rusa en el mar Negro, la desocupación turca de Serbia, salvo en ciertas plazas fuertes, y delimitó las fronteras asiáticas entre Rusia y Turquía.
El Tratado impuso que los hospodares de Moldavia y Valaquia debían ser elegidos por las respectivas Asambleas por un periodo de siete años, con la aprobación de las dos potencias firmantes. También permitió la retirada de las fuerzas otomanas de los dos Principados del Danubio tras su prolongada estancia desde las acciones militares de 1821 —llevadas a cabo en respuesta a las actividades de la Filikí Etería durante la guerra de independencia de Grecia— y el levantamiento de Tudor Vladimirescu. Los otomanos también aceptaron ceder a Valaquia el control de los puertos del río Danubio de Giurgiu, Brăila y Turnu. El Tratado también abordó el levantamiento de Serbia: en el artículo 5 se reconoció la autonomía del Principado de Serbia según lo dispuesto en el Tratado de Bucarest. Los serbios también consiguieron libertad de movimiento a lo largo de todo el Imperio otomano.
El rechazo del Tratado por parte del sultán Mahmut II causó la guerra ruso-turca (1828-1829).